# Бутурлинка (Саратовская область)
Бутурлинка — село в Екатериновском районе Саратовской области Российской Федерации, находится на территории Андреевского муниципального образования.
Ранее село называлось Сластуха или Малая Аткара (малая Еткара). В Саратовском крае Сласту́ха ж. — сласть, лакомство.

## География
Поселение расположено на реке Сердобе у северо-западной границы Екатериновского района и Саратовской области в 36 километрах от Екатериновки и 136 километрах от города Саратова. С юга, востока и запада село окружено сельскохозяйственными полями, на севере за рекой расположены обширные лесные массивы.

## Транспорт
С районным центром село Бутурлинка связана асфальтированной дорогой и рейсовым автобусом, ближайшая железнодорожная станция находится в городе Сердобске Пензенской области.

## История
Современная Бутурлинка — это в прошлом три отдельных населённых пункта, тянувшиеся на несколько вёрст вдоль левого берега Сердобы. Старейшим из них является деревня Бутурлинка (Бутурлиновка, Архангельское), образовавшаяся до первой ревизии 1721 года в начале XVIII века.
В правление Екатерины II часть крестьян Сластухи (Малая Аткара) переселилась на Аткару, образовав государственное село Сластуха Новая (Богородицкое) Аткарского уезда (ныне также в составе Екатериновского района).
В 1795 году в Сластухе возвели деревянную православную церковь во имя Покрова Божией Матери.
В XIX веке рядом с Бутурлинкой появилось крупное имение генерала Ширинкина, который получил во владение сто гектаров леса и землю, которую большей частью сдавал в аренду. К нему нанимались на работу многие государственные крестьяне из Сластухи.
В 1850 году тщанием прихожан в Сластухе была построена каменная церковь вместо сгоревшей в 1845 году старой. Здание имело колокольню, отопление и престол во имя Покрова Пресвятой Богородицы. К приходу сластухинской церкви относились и Ханенёвка с Бутурлинкой.
После отмены крепостного права принадлежавшие помещику Ступину крестьяне Ханенёвки вышли на дар в убеждении, что «земля и так наша будет». Владевшие Бутурлинкой дворяне Бурцевы заранее подобрали для передачи крестьянам за большой выкуп худшую землю. Крестьяне уставные грамоты принимать отказались, но вмешались губернские власти, силой заставившие бутурлинцев подписать соглашение.
В 1867 году в Бутурлинке открылось земское училище, в ноябре 1885 года в Сластухе в церковной сторожке начала работу женская приходская школа.
Бутурлинская беднота приветствовала установление в деревне Советской власти. В 1919 году здесь была создана первая в Сердобском уезде комсомольская ячейка, в январе 1920 года открылся Народный дом. В 1921 году в ходе Тамбовского восстания Бутурлинка была захвачена небольшим отрядом антоновцев, которые учинили расправу над местными коммунистами и забрали у крестьян хлеб, деньги и одежду, после чего двинулись дальше на Комаровку. Административно в ранние советские годы Бутурлинка, Ханенёвка и Сластуха были центрами самостоятельных одноимённых сельсоветов, после чего к 1924 году вошли в Бутурлинский сельсовет, а затем были объединены в один населённый пункт. Михаило-Архангельская церковь была в 1930-е годы закрыта и впоследствии разрушена. В период коллективизации в Бутурлинке был создан колхоз «Красный путиловец», члены которого в годы Великой Отечественной войны внесли 4 800 рублей на строительство боевых самолётов.
1 сентября 1953 года в селе открылась средняя общеобразовательная школа. Во второй половине XX века в Бутурлинке размещалась центральная усадьба колхоза «Родина».

## Население
| 2002 | 2010 |
| ---- | ---- |
| 434  | ↘319 |

## Инфраструктура
В селе работают отделение почтовой связи, средняя школа, фельдшерско-акушерский пункт, дом культуры, библиотека, магазины.
В селе образованы фермерские хозяйства.

## Люди, связанные с селом
Уроженцем Бутурлинки является Заслуженный машиностроитель Российской Федерации, экс генеральный директор ОАО «НПП Алмаз» и депутат Саратовской областной думы пятого и шестого созыва Николай Александрович Бушуев.

## Памятники
В центре села установлены памятники В. И. Ленину и землякам, погибшим в боях Великой Отечественной войны.